# Classification phylogénétique de Guillaume Lecointre et Hervé Le Guyader (première édition)

Cet article propose simplement l'arbre phylogénétique du vivant, tel qu'il résulte de la mise ensemble des arbres se trouvant dans la première édition du livre Classification phylogénétique du vivant. Il ne comporte pas les groupes uniquement fossiles. Aux yeux des auteurs, il est obsolète, puisque modifié dans les éditions postérieures.
Pour la présentation de l'ouvrage, on se reportera à l'article Classification phylogénétique de Guillaume Lecointre et Hervé Le Guyader.
```
─o le vivant
 ├─o 
Eubactéries

 │ ├─o 
Protéobactéries

 │ │ ├─o 
Protéobactéries ε

 │ │ └─o
 │ │   ├─o 
Protéobactéries δ

 │ │   └─o
 │ │     ├─o 
Protéobactéries α

 │ │     └─o
 │ │       ├─o 
Protéobactéries β

 │ │       └─o 
Protéobactéries γ

 │ ├─o
 │ │ ├─o 
Firmicutes

 │ │ │ ├─o Groupe 
Bacillus
 / 
Clostridium

 │ │ │ └─o 
Actinobactéries

 │ │ └─o
 │ │   ├─o 
Cyanobactéries

 │ │   └─o Groupe 
Thermus
 / 
Deinococcus

 │ ├─o
 │ │ ├─o 
Bactéries vertes sulfureuses

 │ │ └─o
 │ │   ├─o 
Flavobactéries

 │ │   └─o 
Bactéroïdes

 │ ├─o 
Spirochètes

 │ ├─o 
Chlamydiées

 │ ├─o 
Planctomycétales

 │ ├─o 
Bactéries vertes non sulfureuses

 │ ├─o 
Aquificales

 │ └─o 
Thermotogales

 │
 ├─o 
Archées

 │ ├─o 
Crénarchées

 │ │ ├─o 
Thermoproteales

 │ │ └─o
 │ │   ├─o 
Ignéococcales

 │ │   └─o 
Sulfolobales

 │ └─o 
Euryarchées

 │   ├─o 
Méthanopyrales

 │   └─o 
 │     ├─o 
Thermococcales

 │     └─o
 │       ├─o 
Méthanococcales

 │       └─o
 │         ├─o 
Methanobacteriales

 │         └─o
 │           ├─o 
Thermoplasmales

 │           └─o 
 │             ├─o 
Archaeoglobales

 │             └─o
 │               ├─o 
Halobactériales

 │               └─o
 │                 ├─o 
Méthanomicrobiales

 │                 └─o 
Méthanosarcinales

 │
 └─o 
Eucaryotes

   │
   ├─o 
Lignée verte

   │ ├─o 
Glaucophytes

   │ └─o 
Métabiontes

   │   ├─o 
Rhodobiontes

   │   └─o 
Chlorobiontes

   │     ├─o 
Ulvophytes

   │     ├─o 
Micromonadophytes

   │     └─o 
Streptophytes

   │       ├─? 
Chlorokybophytes

   │       ├─o 
Klebsormidiophytes

   │       └─o 
Phragmoplastophytes

   │         ├─o 
Zygnématophytes

   │         └─o 
Plasmodesmophytes

   │           ├─? 
Chaetosphaeridiophytes

   │           ├─o 
Charophytes

   │           └─o 
Parenchymophytes

   │             ├─o 
Coléochaetophytes

   │             └─o 
Embryophytes

   │               ├─o 
Marchantiophytes

   │               └─o 
Stomatophytes

   │                 ├─o 
Anthocérophytes

   │                 └─o 
Hémitrachéophytes

   │                   ├─o 
Bryophytes

   │                   └─o 
Polysporangiophytes

   │                     ├─o 
Lycophytes

   │                     └─o 
Euphyllophytes

   │                       ├─o 
Moniliformopses

   │                       │ ├─o 
Sphénophytes

   │                       │ └─o 
Filicophytes

   │                       └─o 
Spermatophytes

   │                         ├─o 
Coniférophytes

   │                         │ ├─o 
Ginkgophytes

   │                         │ └─o 
Pinophytes

   │                         ├─o 
Cycadophytes

   │                         └─o 
Anthophytes

   │                           ├─o 
Gnétophytes

   │                           └─o 
Angiospermes

   │                             ├─o Groupe « 
nymphaeacées
 »
   │                             ├─o 
Cératophyllales

   │                             ├─o 
Laurales

   │                             ├─o 
Magnoliales

   │                             ├─o 
Pipérales

   │                             ├─o
   │                             │ ├─o 
Acorales

   │                             │ └─o
   │                             │   ├─o 
Alismatales

   │                             │   └─o 
Monocotylédones

   │                             │     ├─o 
Asparagales

   │                             │     ├─o 
Dioscoréales

   │                             │     ├─o 
Pandanales

   │                             │     ├─o 
Liliales

   │                             │     ├─o 
Arécales

   │                             │     └─o
   │                             │       ├─o 
Poales

   │                             │       └─o
   │                             │         ├─o 
Commélinales

   │                             │         └─o 
Zingibérales

   │                             └─o
   │                               ├─o 
Ranunculales

   │                               └─o 
   │                                 ├─o 
Protéales

   │                                 └─o
   │                                   ├─o 
Santalales

   │                                   ├─o 
Caryophyllales

   │                                   ├─o 
Saxifragales

   │                                   ├─o
   │                                   │ ├─o 
Géraniales

   │                                   │ ├─o
   │                                   │ │ ├─o 
Malpighiales

   │                                   │ │ ├─o 
Oxalidales

   │                                   │ │ └─o
   │                                   │ │   ├─o 
Fabales

   │                                   │ │   └─o
   │                                   │ │     ├─o 
Rosales

   │                                   │ │     └─o
   │                                   │ │       ├─o 
Cucurbitales

   │                                   │ │       └─o 
Fagales

   │                                   │ ├─o 
Myrtales

   │                                   │ └─o
   │                                   │   ├─o 
Brassicales

   │                                   │   └─o
   │                                   │     ├─o 
Malvales

   │                                   │     └─o 
Sapindales

   │                                   └─o
   │                                     ├─o 
Cornales

   │                                     ├─o 
Éricales

   │                                     ├─o
   │                                     │ ├─o 
Garryales

   │                                     │ └─o
   │                                     │   ├─o 
Gentianales

   │                                     │   ├─o 
Lamiales

   │                                     │   └─o 
Solanales

   │                                     └─o
   │                                       ├─o 
Aquifoliales

   │                                       └─o 
   │                                         ├─o 
Apiales

   │                                         ├─o 
Astérales

   │                                         └─o 
Dipsacales

   │         
   │
   ├─o 
Opisthochontes

   │ ├─o 
Champignons

   │ │ ├─o 
Eumycètes

   │ │ │ ├─o 
Chytridiomycètes

   │ │ │ └─o
   │ │ │   ├─o 
Zygomycètes

   │ │ │   └─o
   │ │ │     ├─o 
Ascomycètes

   │ │ │     └─o 
Basidiomycètes

   │ │ └─o 
Microsporidies

   │ └─o 
Choano-organismes

   │   ├─o 
Choanoflagellés

   │   └─o 
Métazoaires

   │     ├─? 
Placozoaires

   │     ├─o 
Démosponges

   │     ├─o 
Éponges hexactinellides

   │     ├─o 
Éponges calcaires

   │     └─o 
Eumétazoaires

   │       ├─o 
Cnidaires

   │       ├─o 
Cténophores

   │       ├─? 
Myxozoaires

   │       └─o 
Bilatériens

   │         ├─o 
Protostomiens

   │         │ ├─o 
Lophotrochozoaires

   │         │ │ ├─o 
Eutrochozoaires

   │         │ │ │ ├─o 
Syndermates

   │         │ │ │ │ ├─o 
Rotifères

   │         │ │ │ │ ├─o 
Acanthocéphales

   │         │ │ │ │ └─? 
Cycliophores

   │         │ │ │ └─o 
Spiraliens

   │         │ │ │   ├─o 
Entoproctes

   │         │ │ │   ├─o 
Parenchymiens

   │         │ │ │   │ ├─o 
Plathelminthes

   │         │ │ │   │ └─o 
Némertes

   │         │ │ │   ├─o 
Mollusques

   │         │ │ │   │ ├─o 
Solénogastres

   │         │ │ │   │ ├─o 
Caudofovéates

   │         │ │ │   │ └─o 
Eumollusques

   │         │ │ │   │   ├─o 
Polyplacophores

   │         │ │ │   │   └─o 
Conchifères

   │         │ │ │   │     ├─o 
Monoplacophores

   │         │ │ │   │     └─o 
Ganglioneures

   │         │ │ │   │       ├─o 
Viscéroconques

   │         │ │ │   │       │ ├─o 
Gastéropodes

   │         │ │ │   │       │ └─o 
Céphalopodes

   │         │ │ │   │       └─o 
Diasomes

   │         │ │ │   │         ├─o 
Bivalves

   │         │ │ │   │         └─o 
Scaphopodes

   │         │ │ │   ├─o 
Siponcles

   │         │ │ │   └─o 
Annélides

   │         │ │ └─o 
Lophophorates

   │         │ │   ├─o 
Ectoproctes

   │         │ │   └─o 
Phoronozoaires

   │         │ │     ├─o 
Brachiopodes

   │         │ │     └─o 
Phoronidiens

   │         │ ├─? 
Chaetognathes

   │         │ └─o 
Cuticulates

   │         │   ├─o 
Gastrotriches

   │         │   └─o 
Ecdysozoaires

   │         │     ├─o 
Panarthropodes

   │         │     │ ├─o 
Onychophores

   │         │     │ ├─o 
Tardigrades

   │         │     │ └─o 
Euarthropodes

   │         │     │   ├─o 
Chélicériformes

   │         │     │   │ ├─o 
Pycnogonides

   │         │     │   │ └─o 
Chélicérates

   │         │     │   │   ├─o 
Mérostomes

   │         │     │   │   └─o 
Arachnides

   │         │     │   │     ├─o 
Scorpionides

   │         │     │   │     └─o
   │         │     │   │       ├─o
   │         │     │   │       │ ├─o
   │         │     │   │       │ │ ├─o 
Uropyges

   │         │     │   │       │ │ └─o 
Schizomides

   │         │     │   │       │ └─o
   │         │     │   │       │   ├─o 
Amblypyges

   │         │     │   │       │   └─o 
Arénéides

   │         │     │   │       ├─o 
Palpigrades

   │         │     │   │       └─o
   │         │     │   │         ├─o 
   │         │     │   │         │ ├─o 
Solpugides

   │         │     │   │         │ └─o 
Pseudoscorpionides

   │         │     │   │         └─o
   │         │     │   │           ├─o 
Opilionides

   │         │     │   │           └─o
   │         │     │   │             ├─o 
Ricinulides

   │         │     │   │             └─o 
Acariens

   │         │     │   └─o 
Mandibulates
 ou 
Antennates

   │         │     │     ├─o 
Myriapodes

   │         │     │     └─o 
Pancrustacés

   │         │     │       ├─o 
Rémipèdes

   │         │     │       ├─o 
Céphalocarides

   │         │     │       ├─o 
Maxillopodes

   │         │     │       ├─o 
Branchiopodes

   │         │     │       ├─o 
Malacostracés

   │         │     │       └─o 
Hexapodes

   │         │     │         ├─o 
   │         │     │         │ ├─o 
Protoures

   │         │     │         │ └─o 
Collemboles

   │         │     │         ├─o 
Campodeoïdes

   │         │     │         ├─o 
Japygoïdes

   │         │     │         └─o 
Insectes

   │         │     │           ├─o 
Archéognathes

   │         │     │           └─o
   │         │     │             ├─o 
Thysanoures

   │         │     │             └─o
   │         │     │               ├─o 
Odonates

   │         │     │               └─o
   │         │     │                 ├─o 
Éphéméroptères

   │         │     │                 └─o 
   │         │     │                   ├─o 
   │         │     │                   │ ├─o
   │         │     │                   │ │ ├─o
   │         │     │                   │ │ │ ├─o 
Blattoptères

   │         │     │                   │ │ │ ├─o 
Mantoptères

   │         │     │                   │ │ │ └─o 
Isoptères

   │         │     │                   │ │ ├─o 
Plécoptéroïdes

   │         │     │                   │ │ └─o 
   │         │     │                   │ │   ├─o 
Orthoptères

   │         │     │                   │ │   ├─o 
Dermaptères

   │         │     │                   │ │   ├─o 
Grylloblattoptères

   │         │     │                   │ │   ├─o 
Embioptères

   │         │     │                   │ │   └─o 
Phasmides

   │         │     │                   │ └─o 
   │         │     │                   │   ├─o 
Zoraptères

   │         │     │                   │   └─o
   │         │     │                   │     ├─o 
   │         │     │                   │     │ ├─o 
Psocoptères

   │         │     │                   │     │ └─o 
Phthiraptères

   │         │     │                   │     └─o 
   │         │     │                   │       ├─o 
Hémiptères

   │         │     │                   │       └─o 
Thysanoptères

   │         │     │                   └─o 
   │         │     │                     ├─o 
   │         │     │                     │ ├─o
   │         │     │                     │ │ ├─o 
Strepsiptères

   │         │     │                     │ │ └─o 
Coléoptères

   │         │     │                     │ └─o 
   │         │     │                     │   ├─o 
Névroptères

   │         │     │                     │   └─o 
   │         │     │                     │     ├─o 
Rhaphidioptères

   │         │     │                     │     └─o 
Mégaloptères

   │         │     │                     └─o 
   │         │     │                       ├─o 
Hyménoptères

   │         │     │                       └─o 
   │         │     │                         ├─o 
   │         │     │                         │ ├─o 
Mécoptères

   │         │     │                         │ └─o 
   │         │     │                         │   ├─o 
Siphonaptères

   │         │     │                         │   └─o 
Diptères

   │         │     │                         └─o 
   │         │     │                           ├─o 
Trichoptères

   │         │     │                           └─o 
Lépidoptères

   │         │     └─o 
Introvertés

   │         │       ├─o 
Nématozoaires

   │         │       │ ├─o 
Nématodes

   │         │       │ └─o 
Nématomorphes

   │         │       └─o 
Céphalorhynches

   │         │         ├─o 
Kinorhynches

   │         │         ├─o 
Loricifères

   │         │         └─o 
Priapuliens

   │         ├─? 
Mésozoaires

   │         └─o 
Deutérostomiens

   │           ├─o 
Échinodermes

   │           │ ├─o 
Crinoïdes

   │           │ └─o
   │           │   ├─o
   │           │   │ ├─o 
Holothuriens

   │           │   │ └─o 
Échinoïdes

   │           │   └─o
   │           │     ├─o 
Ophiuroïdes

   │           │     └─o 
Astéroïdes

   │           └─o 
Pharyngotrèmes

   │             ├─o 
Hémichordés

   │             └─o 
Chordés

   │               ├─o 
Urochordés

   │               └─o 
Myomérozoaires

   │                 ├─o 
Céphalochordés

   │                 └─o 
Crâniates

   │                   ├─o 
Myxinoïdes

   │                   └─o 
Vertébrés

   │                     ├─o 
Pétromyzontides

   │                     └─o 
Gnathostomes

   │                       ├─o 
Chondrichthyens

   │                       └─o 
Ostéichthyens

   │                         ├─o 
Sarcoptérygiens

   │                         │ ├─o 
Actinistiens

   │                         │ └─o 
Rhipidistiens

   │                         │   ├─o 
Dipneustes

   │                         │   └─o 
Tétrapodes

   │                         │     ├─o 
Lissamphibiens

   │                         │     │ ├─o 
Gymnophiones

   │                         │     │ └─o 
Batraciens

   │                         │     │   ├─o 
Urodèles

   │                         │     │   └─o 
Anoures

   │                         │     └─o 
Amniotes

   │                         │       ├─o 
Mammifères

   │                         │       │ ├─o 
Monotrèmes

   │                         │       │ └─o 
Thériens

   │                         │       │   ├─o 
Marsupiaux

   │                         │       │   └─o 
Euthériens

   │                         │       │     ├─o 
Xénarthres

   │                         │       │     └─o 
Épithériens

   │                         │       │       ├─o 
Pholidotes

   │                         │       │       └─o 
Preptothériens

   │                         │       │         ├─o 
Insectivores

   │                         │       │         ├─o 
Carnivores

   │                         │       │         ├─o 
Archontes

   │                         │       │         │ ├─o 
Volitantiens

   │                         │       │         │ │ ├─o 
Chiroptères

   │                         │       │         │ │ └─o 
Dermoptères

   │                         │       │         │ └─o 
Primates
 
lato sensu

   │                         │       │         │   ├─o 
Scandentiens

   │                         │       │         │   └─o 
Primates
 
stricto sensu

   │                         │       │         │     ├─o 
Strepsirrhiniens

   │                         │       │         │     │ ├─o 
Lorisiformes

   │                         │       │         │     │ └─o 
Lémuriformes

   │                         │       │         │     └─o 
Haplorrhiniens

   │                         │       │         │       ├─o 
Tarsiiformes

   │                         │       │         │       └─o 
Simiiformes

   │                         │       │         │         ├─o 
Platyrrhiniens

   │                         │       │         │         └─o 
Catarrhiniens

   │                         │       │         │           ├─o 
Cercopithécoïdes

   │                         │       │         │           └─o 
Hominoïdes

   │                         │       │         │             ├─o 
Hylobatoïdés

   │                         │       │         │             └─o 
Hominoïdés

   │                         │       │         │               ├─o 
Hominidés

   │                         │       │         │               │ ├─o 
Homininés

   │                         │       │         │               │ │ ├─o 
Hominines

   │                         │       │         │               │ │ └─o 
Panines

   │                         │       │         │               │ └─o 
Gorillinés

   │                         │       │         │               └─o 
Pongidés

   │                         │       │         ├─o 
Anagalides

   │                         │       │         │ ├─o 
Macroscélides

   │                         │       │         │ └─o 
Glires

   │                         │       │         │   ├─o 
Lagomorphes

   │                         │       │         │   └─o 
Rongeurs

   │                         │       │         └─o 
Ongulés

   │                         │       │           ├─o 
Tubulidentés

   │                         │       │           └─o 
Cétongulés

   │                         │       │             ├─o 
Cétartiodactyles

   │                         │       │             │ ├─o 
Tylopodes

   │                         │       │             │ └─o 
   │                         │       │             │   ├─o 
Suines

   │                         │       │             │   └─o
   │                         │       │             │     ├─o 
Ruminants

   │                         │       │             │     └─o
   │                         │       │             │       ├─o 
Hippopotamidés

   │                         │       │             │       └─o 
Cétacés

   │                         │       │             └─o 
Altongulés

   │                         │       │               ├─o 
Périssodactyles

   │                         │       │               │ ├─o 
Mésaxoniens

   │                         │       │               │ └─o 
Hyracoïdes

   │                         │       │               └─o 
Téthythériens

   │                         │       │                 ├─o 
Siréniens

   │                         │       │                 └─o 
Proboscidiens

   │                         │       └─o 
Sauropsides

   │                         │         ├─o 
Chéloniens

   │                         │         └─o 
Diapsides

   │                         │           ├─o 
Lépidosauriens

   │                         │           │ ├─o 
Squamates

   │                         │           │ └─o 
Sphénodontiens

   │                         │           └─o 
Archosauriens

   │                         │             ├─o 
Oiseaux

   │                         │             │ ├─o 
Paléognathes

   │                         │             │ └─o
   │                         │             │   ├─o
   │                         │             │   │ ├─o 
Ansériformes

   │                         │             │   │ └─o 
Galliformes

   │                         │             │   └─o
   │                         │             │     ├─o
   │                         │             │     │ ├─o
   │                         │             │     │ │ ├─o
   │                         │             │     │ │ │ ├─o 
Podicipédiformes

   │                         │             │     │ │ │ └─o 
Gaviiformes

   │                         │             │     │ │ └─o 
Sphénisciformes

   │                         │             │     │ └─o
   │                         │             │     │   ├─o 
Procellariiformes

   │                         │             │     │   └─o 
Pélécaniformes

   │                         │             │     ├─o 
   │                         │             │     │ ├─o 
Gruiformes

   │                         │             │     │ ├─o 
Charadriiformes

   │                         │             │     │ ├─o 
Ardéidés

   │                         │             │     │ └─o 
Columbiformes

   │                         │             │     ├─o 
Ciconiiformes

   │                         │             │     ├─o
   │                         │             │     │ ├─o 
Falconiformes

   │                         │             │     │ └─o 
Strigiformes

   │                         │             │     ├─o 
Psittaciformes

   │                         │             │     ├─o 
Cuculiformes

   │                         │             │     ├─o
   │                         │             │     │ ├─o 
Caprimulgiformes

   │                         │             │     │ └─o 
Apodiformes

   │                         │             │     └─o
   │                         │             │       ├─o 
Coliiformes

   │                         │             │       ├─o 
Coraciiformes

   │                         │             │       ├─o 
Piciformes

   │                         │             │       └─o 
Passeriformes

   │                         │             └─o 
Crocodiliens

   │                         └─o 
Actinoptérygiens

   │                           ├─o 
Cladistiens

   │                           └─o 
Actinoptères

   │                             ├─o 
Chondrostéens

   │                             └─o 
Néoptérygiens

   │                               ├─o 
Ginglymodes

   │                               └─o 
Halécostomes

   │                                 ├─o 
Halécomorphes

   │                                 └─o 
Téléostéens

   │                                   ├─o 
Ostéoglossomorphes

   │                                   └─o
   │                                     ├─o 
Élopomorphes

   │                                     └─o
   │                                       ├─o
   │                                       │ ├─o 
Clupéomorphes

   │                                       │ └─o 
Ostariophyses

   │                                       └─o
   │                                         ├─o
   │                                         │ ├─o 
Ésocoïdes

   │                                         │ └─o 
Salmonoïdes

   │                                         └─o
   │                                           ├─o
   │                                           │ ├─o 
Argentinoïdes

   │                                           │ └─o 
Osmeroïdes

   │                                           └─o
   │                                             ├─o 
Stomiiformes

   │                                             ├─o 
Alépisauroïdes

   │                                             └─o
   │                                               ├─o 
Chlorophthalmidés

   │                                               ├─o 
Aulopoïdes

   │                                               └─o 
   │                                                 ├─o 
Myctophiformes

   │                                                 └─o 
Acanthomorphes

   │
   ├─o 
Lignée brune

   │ ├─o 
Straménopiles

   │ └─o 
Haptophytes

   │
   ├─o 
Alvéolobiontes

   │ ├─o 
Ciliés

   │ ├─o 
Dinophytes

   │ └─o 
Apicomplexés

   │
   ├─o 
Parabasaliens

   │
   ├─o 
Métamonadines

   │
   ├─o 
Mycétozoaires

   │
   ├─o 
Actinopodes

   │
   ├─o 
Foraminifères

   │
   ├─o 
Euglénobiontes

   │
   ├─o 
Cryptophytes

   │
   ├─o 
Rhizopodes

   │
   ├─o 
Percolozoaires

   │
   └─o 
Chlorarachniophytes
```